# Csatka
Csatka (németül: Tschatkau) község Komárom-Esztergom vármegyében, a Kisbéri járásban.

## Fekvése
Komárom-Esztergom vármegye déli részén, Ácsteszértől délre található a Bakonyalján. Zsáktelepülés, közúton csak a 4 kilométer hosszú 82 117-es úton érhető el, amely Ácsteszér déli szélén ágazik ki a 8208-as útból, annak 10+450-es kilométerszelvényénél. [A bekötőút érdekessége, hogy egy helyütt (a 900-as méterszelvénye közelében) egy négyeshatár közvetlen közelében halad el: Ácsteszér, Súr, Csatka és Réde határvonalai találkoznak itt egy pontban.]
Különálló településrészei: Vadaspuszta az ácsterészi országút közelében, a központtól bő 2 kilométerre észak-északkeletre és Koromla puszta, hasonló távolságra délnyugatra.
Ácsteszér 5 kilométer, Súr 6 kilométer, Réde 9 kilométer, Csesznek 10 kilométer távolságra található; közeli települések még: Bakonyoszlop, Csetény és Szápár. A környék városai közül Kisbér 17 kilométer, Zirc 19 kilométer, Mór pedig 21 kilométer távolságra fekszik.

## Története
Csatka nevét írásos formában 1326-ban említik először, egy királyi oklevélben.
1357-körül Kont nádor építtetett itt kolostort, a pálos szerzeteseknek. Csatka az itt épített kolostornak köszönhetően az évek során mezővárossá fejlődött. Az 1543-as a török támadáskor mezővárossá fejlődött település és az itt épített kolostor is elpusztult. 1724-ben az elnéptelenedett, gazdátlan települést a pápai pálosok szerezték meg, Radoványi Özséb Győrszentmártonból 15 katolikus családot telepített be, akik a mai Suttony helyén telepedtek le, majd erdőirtással szereztek földeket. 1747-ben már 226 lakosa volt. 1782 körül, II. József alatt a település a Kamara kezelésébe került. 1784-1787-es népszámláláskor 529, 1920-ban 853, 1960-ban 800, 2007-ben 340 fő lakosa volt a településnek.
A 19. század közepe táján hg. Liechtenstein Alajos volt a falu birtokosa. Csatka lakosságának megélhetése főleg a mező- és erdőgazdaságra épül, de viszonylag nagyarányú az elvándorlás is a településről.
A helyi Termelőszövetkezet 1960. február 9-én alakult, majd 1977-ben egyesült az ácsteszérivel. 1990 után ismét különvált, 1999-ig működött.
A település híres búcsújáró hely, minden év szeptember 8-án megrendezik a Kisasszony-napi búcsút, a szentkúti kegykápolnánál.

### Nevének eredete
A település neve személynévi eredetű. A Csát személynévből keletkezett, annak -ka képzős változata: (Chat-ka), Csát-ka, Csat-ka, Csatka.

## Címerének leírása
Álló, háromszögű pajzs kék cölöppel megrakott arany mezejében alul hármashalom, ennek zöld mezejében arannyal gyűrűzött és arany kereszttel megtűzött forrás, melyből ezüst víz ömlik a pajzs aljába. A középső halom feletti kék mezőben pásztorbotot tartó, cölöpösen felnyúló kar arannyal. A szélső arany mezőkben egy-egy lebegő helyzetű kis pajzs: a jobb oldali kerektalpú pajzs vörös mezejében jobbra fordult, ágaskodó ezüst oroszlán. A bal oldali keréktalpú pajzs vörös mezejében három ezüst cölöp. A nagypajzs alatt lebegő, hármas tagolású íves arany szalagon feketével nagybetűs CSATKA felirat.

## Közélete

### Polgármesterei
- 1990–1994: Hanig Antal (független)[5]
- 1994–1998: Hanig Antal (független)[6]
- 1998–2002: Hanig Antal (független)[7]
- 2002–2006: Hanig Antal (független)[8]
- 2006–2010: Hanig Antal (független)[9]
- 2010–2014: Tűz András (független)[10]
- 2014–2019: Tűz András (független)[11]
- 2019–2024: Bognár Tímea (független)[12]
- 2024– : Bognár Tímea (független)[1]

## Népesség
A település népességének változása:
| Lakosok száma | 237  | 228  | 220  | 231  | 241  | 236  | 234  |
|               | 2013 | 2014 | 2015 | 2021 | 2022 | 2023 | 2024 |

A 2011-es népszámlálás során a lakosok 86,7%-a magyarnak, 0,4% németnek mondta magát (12,5% nem nyilatkozott; a kettős identitások miatt a végösszeg nagyobb lehet 100%-nál). A vallási megoszlás a következő volt: római katolikus 75%, református 5,4%, evangélikus 1,3%, görögkatolikus 0,4%, felekezeten kívüli 3,8% (13,8% nem nyilatkozott).
2022-ben a lakosság 87,1%-a vallotta magát magyarnak, 1,7% németnek, 1,2% cigánynak, 0,8% szlováknak, 0,4% ukránnak, 2,5% egyéb, nem hazai nemzetiségűnek (11,6% nem nyilatkozott; a kettős identitások miatt a végösszeg nagyobb lehet 100%-nál). Vallásuk szerint 42,3% volt római katolikus, 4,6% református, 2,1% evangélikus, 0,4% egyéb katolikus, 10% felekezeten kívüli (40,2% nem válaszolt).

## Nevezetességei

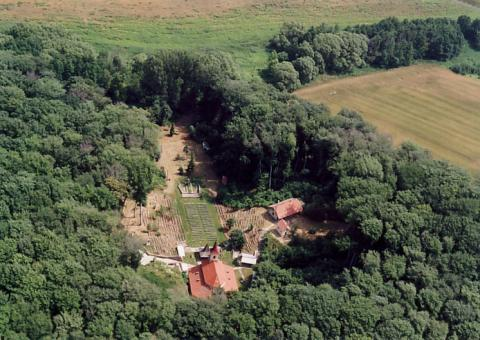
A Szentkút légi felvételen

- Szentkút[15]
- Mária napi búcsú